# Joël Hansson
Joël Hansson, född 11 december 1880 på Vanås ägor i Vanås slott, död 10 maj 1956 i Malmö, var en svensk detaljhandelsorganisatör.
Joël Hansson var son till skogvaktaren Jöns Hansson. Efter skolgång i Kviinge socken hade han från 1899 anställning inom detaljhandeln. 1906 startade han eget affärsföretag i Osby inom järn- och spannmålsbranschen, utsågs 1910 till sekreterare och blev 1915 VD för Skånes köpmannaförbund i Malmö och överlät efterhand sin affärsrörelse för att helt ägna sig åt denna befattning. Under några år var han ledamot av Sveriges fattigvårdsförbunds styrelse. Hansson var en av föregångsmännen inom köpmännens kårsammanslutningar. Han deltog i bildandet av Sveriges Köpmannaförbund 1918 och tillhörde från grundandet i dess styrelse. Hansson bidrog till att göra Skånes köpmannaförbund till en viktig organisation, han var aktiv som skribent, föredragshållare, medlem i ett stort antal kommittéer och utredningar. Från 1919 var han utgivare av Skånes köpmannablad.